# Myrcia lutescens
Myrcia lutescens är en myrtenväxtart som beskrevs av Jacques Cambessèdes. Myrcia lutescens ingår i släktet Myrcia och familjen myrtenväxter. Inga underarter finns listade i Catalogue of Life.